# Cómplices al rescate: Mariana
Cómplices Al Rescate: Mariana es la segunda banda sonora de la telenovela mexicana  Cómplices al rescate, que fue lanzado en febrero de 2002, en México por el sello discográfico Sony BMG.

## Información
El CD contiene la música de la telenovela interpretada por el reparto de la misma, incluyendo a Belinda, Laura Flores, Fabián Chávez, Johnny Lozada, Silvia Lomelí y los "Cómplices": Alex Speitzer, Ramiro Torres, Vadhir Derbez, Martha Sabrina, Dulce María López y Diego Amozurrutia.

## Lista de canciones
| N.º   | Título                    | Performer(s)                    | Duración |  |
| 1.    | «Cómplices al Rescate»    | Belinda, Fabián & the Cómplices | 2:55     |  |
| 2.    | «Sácame a Bailar»         | Belinda & the Cómplices         | 3:33     |  |
| 3.    | «Dónde Dime Dónde»        | Laura Flores                    | 3:30     |  |
| 4.    | «Llévame a Volar»         | Belinda & Fabián                | 3:52     |  |
| 5.    | «Ha Llegado a Mí el Amor» | Fabián Chávez                   | 3:15     |  |
| 6.    | «El Baile del Sapito»     | The Cómplices                   | 3:02     |  |
| 7.    | «Sabes»                   | Belinda & Fabián                | 3:31     |  |
| 8.    | «Por Tu Amor»             | Belinda & the Cómplices         | 3:54     |  |
| 9.    | «Agradezco»               | Laura Flores                    | 3:21     |  |
| 10.   | «Por Ellas»               | Vadhir Derbez & Fabián Chávez   | 3:25     |  |
| 11.   | «Volver a Casa»           | Belinda & the Cómplices         | 3:35     |  |
| 12.   | «Lazos»                   | Belinda & the Cómplices         | 3:42     |  |
| 41:42 |                           |                                 |          |  |

## Personal
- Cantantes: Belinda, Laura Flores, Fabián, Johnny Lozada, Silvia Lomelí y los "Cómplices": Alex Speitzer, Ramiro Torres, Vadhir Derbez, Martha Sabrina, Dulce María López y Diego Amozurrutia.
- Metales: Alejandro Carballo y Cindy Shea.
- Batería: Paul Gonzáles.
- Percusión: Ricardo "Tuki" Pasillas.
- Guitarras: George Doering y Pablo Aguirre.
- Teclados: Pablo Aguirre y Alejandro Carballo.
- Coros: Francis Benítez, Carlos Murguía y Alejandro Abaroa.

## Producción
- Dirección Musical: Pablo Aguirre.
- Disposiciones: Pablo Aguirre, Cristina Abaroa y Alejandro Carballo.
- Programación: Pablo Aguirre y Alejandro Carballo.
- Coordinador de Producción: Cristina Abaroa.
- A&R Dirección: Guillermo Guitiérrez.
- A&R Coordinación: Gabriela Pagaza.

## Charts y certificaciones
| Año  | Listas                                 | Posición |
| ---- | -------------------------------------- | -------- |
| 2002 | U.S. Billboard Regional Mexican Albums | 1        |
| 2002 | U.S. Billboard Top Latin Albums        | 5        |
| 2003 | U.S. Billboard Regional Mexican Albums | 1        |
| 2003 | U.S. Billboard Top Latin Albums        | 5        |

| País   | Certificación      |
| ------ | ------------------ |
| México | Platino (AMPROFON) |